# کوروش (داغستان)
کوروش (به لاتین: Kurush) یک منطقهٔ مسکونی در روسیه است که در خاساویورت واقع شده‌است.